# Gastone De Nicolò
Gastone De Nicolò (Roma, 23 settembre 1925 – Roma, 24 marzo 1944) è stato un partigiano italiano, vittima dell'eccidio delle Fosse Ardeatine. I suoi resti sono deposti nel sarcofago n.6 del sacrario delle Fosse Ardeatine.

## Biografia
Nato a Roma da Giuseppe e da Milena Porcarelli: il padre era impiegato negli uffici delle Imposte di Roma e per breve tempo in quello di Alatri, dove risiedeva con la famiglia in via Garibaldi, mentre il fratello Gaetano frequentava il Liceo Conti Gentili di Alatri, ed era tra gli iscritti alle formazioni giovanili socialiste.

Gastone De Nicolò fu impiegato come "staffetta" durante la guerra di liberazione, inquadrato nel 6° braccio del PSI: venne fucilato in quanto inquisito dalla polizia dei nazisti dalla quale venne arrestato dopo che nel bar di famiglia venne trovata una scatola di munizioni per fucile. Il professor Angelo Sacchetti Sassetti ricorda Gastone come studente di liceo, e Giovanni Gigliozzi scrive: 
(Giovanni Gigliozzi. Prefazione di Le Fosse Ardeatine)